# Basilica di San Martino (Martina Franca)
La Chiesa Madre e Basilica Minore di San Martino di Tours è la Chiesa principale della Vicaria/Zona Pastorale di Martina Franca, in provincia e arcidiocesi di Taranto.
Intitolata a Martino di Tours, patrono di Martina Franca, l'attuale edificio fu edificato dal 1747 al 1785, su una precedente chiesa romanica.
Il mercoledì 22 aprile del 1998 papa Giovanni Paolo II l'ha elevata alla dignità di basilica minore Pontificia.
Dal venerdì 27 settembre 2002 è stata dichiarata dall'UNESCO "monumento messaggero di una cultura di pace".

## Storia
Una tradizione storiografica locale vuole che, prima ancora dell'istituzione a Universitas di Martina (12 agosto 1310), sul sito dell’odierna chiesa di San Martino esistesse già nel X secolo una cappella dedicata al santo di Tours, eretta dai profughi scampati alle incursioni e ai saccheggi operati dai Saraceni a Taranto.

### L'antica chiesa romanica
L'antica chiesa, risalente ai primi anni del XIV secolo, in stile romanico, presentava una pianta basilicale a tre navate, divisa da due file di colonne, otto per lato.
La navata centrale presentava la porta maggiore a ovest, verso la piazza pubblica, e l'abside ad est. Era larga quasi il doppio delle navate laterali ed era più elevata: al di sopra degli architravi delle colonne si alzavano alti muri con tante finestre, che davano luce all'intera chiesa, corrispondenti agli intercolunni; aveva inoltre la copertura a volta arcata con l'estradosso a doppio spiovente.
Le navate laterali erano strette e poco più alte delle colonne, con tetto a falda costituito da travi protette esteriormente da lastre calcaree; a un terzo della lunghezza di ciascuna di esse, partendo dalla fronte della chiesa, si aprivano le porte minori, dette porta australe a sud e porta boreale a nord.
In origine, alla struttura architettonica erano stati addossati all’estremità del lato meridionale soltanto il campanile e la sagrestia, formando un tutto omogeneo; nel corso del XVI secolo si edificarono altri ambienti di completamento per le mutate esigenze devozionali e istituzionali.
Fra il 1531 e il 1544 si aggiunsero all’ala destra la cappella del Santissimo Sacramento con ingresso dal tempio, in seguito sconsacrata e adattata a locale di servizio, e le carceri ecclesiastiche con accesso autonomo. Fra il 1577 e il 1580 l’ala sinistra si accrebbe dei corpi aggiunti della nuova cappella del Santissimo Sacramento, della cappella di San Vito e della casa della Confraternita del Santissimo Sacramento e con la sua cantina, aventi gli ingressi intercomunicanti dalla stessa ala. Nel 1594 i muri interni delle navate, disadorni all’epoca della costruzione della chiesa, davano appoggio a un numero eccessivo di altari e di cappelle, in gran parte fondati nel Cinquecento da famiglie nobili locali.
Gli atti delle visite pastorali del 1652, effettuata dall'arcivescovo Tommaso Caracciolo, del 1665, dall'arcivescovo Tommaso de Sarria e del 1685 dall'arcivescovo Francesco Pignatelli, mostrano come la chiesa trecentesca fu rinnovata e ristrutturata a più riprese fra il Cinquecento e il Seicento.
Nel 1747 si avviò il progressivo abbattimento del tempio romanico per sostituirvi la nuova collegiata rococò: un avvenimento di per sé rilevante per gli esiti raggiunti, ma al tempo stesso dannoso per la perdita irreparabile di un ingente patrimonio artistico.
La drastica decisione fu presa in seguito ai danni causati dal terremoto del 20 febbraio 1743.

### La nuova chiesa rococò

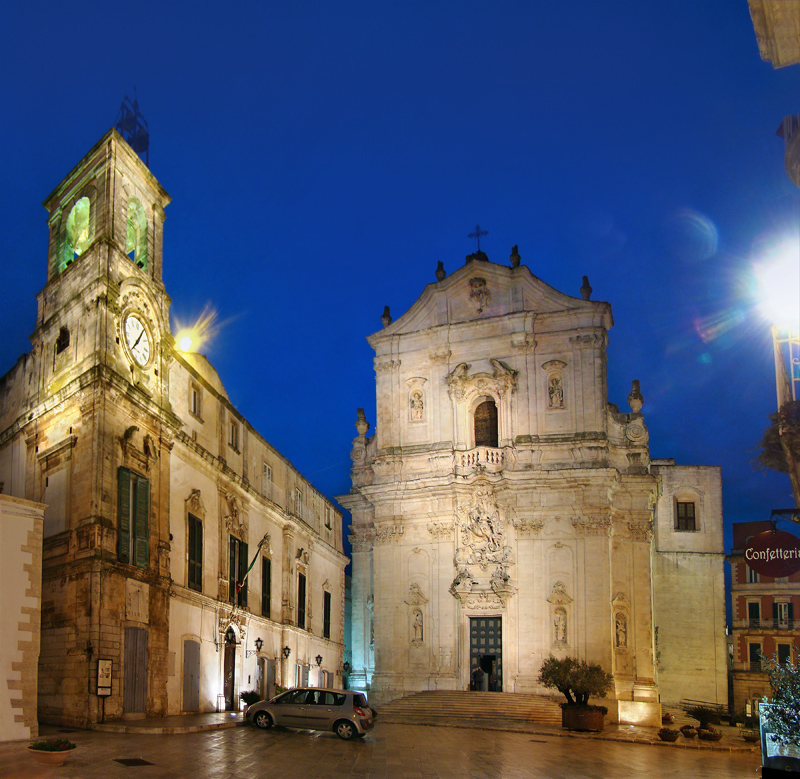
Vista sulla piazza e facciata San Martino

Il 21 settembre 1745, il Capitolo deliberò la ricostruzione della chiesa parrocchiale, invocando l'aiuto dell'Università, per sostenere le esose spese. Il clero martinese, il Capitolo e l'Università avviarono la grandiosa impresa senza il concorso del potere pubblico, ma sotto l’energica guida dell’arciprete Isidoro Chirulli, devotissimo del santo di Tours. Dopo l’approvazione del progetto ideato da Giovanni Mariani, ingegnere originario di Bergamo ma naturalizzato cittadino martinese, il Capitolo ordinò la demolizione della metà anteriore della chiesa, riservandosi l’altra metà per le sacre funzioni.
Appena furono tracciate le linee di fondazione, il 5 maggio 1747 si tenne la cerimonia della posa della prima pietra, gettata da Francesco II Caracciolo, duca di Martina, e benedetta da monsignor Giovanni Rossi, arcivescovo di Taranto. Nella prima fase dei lavori prestarono la loro opera qualificati artefici come il barese Giuseppe Morgese e i suoi figli Francesco e Gaetano, tutti scultori e progettisti. Il primo prese in appalto la fabbrica della chiesa, trasferendosi allo scopo da Ostuni a Martina.
Nonostante la morte dell’ingegnere Mariani il 22 ottobre 1747, i Morgese continuarono a lavorare prima di tutto all’esecuzione della facciata, scolpendo gli ornamenti, l'altorilievo centrale e le statue; contemporaneamente realizzarono gli ornamenti architettonici interni, coadiuvati dal mastro murario Carmelio del Vecchio, originario di Lecce e da molto tempo residente a Martina. Dopo la morte prematura di Giuseppe Morgese, avvenuta il 10 novembre 1750, i figli Francesco e Gaetano tornarono a Ostuni al termine della loro commissione durata all’incirca sei anni.
Nel 1752 erano stati completati il prospetto, i muri perimetrali laterali e la contro-facciata. Con la copertura a botte la lunetta, eseguita nel 1753, tutte le strutture essenziali della prima metà della chiesa erano ormai compiute. Subito dopo ebbe inizio la seconda fase dei lavori, che si protrasse per un decennio, poiché era stata progettata la costruzione di due grandi cappelloni nei bracci della croce. Solo il 18 settembre 1761 il Capitolo decise di spostare le celebrazioni nella vicina chiesa del Monte Purgatorio, essendo prossima la demolizione della metà posteriore dell'antica chiesa.
Nel 1763 anche le strutture essenziali della seconda metà della chiesa furono completate, cosicché il 10 novembre, vigilia della festa del santo patrono, l'arciprete Chirulli procedette alla benedizione dell'edificio. Dal 1764 al 1775 vennero costruite le restanti opere, quali l'abside, gli altari e il pavimento. Uno dei primi altari eretti fu quello nella cappella della Natività nel 1764; nello stesso anno, nella tribuna del presbiterio fu installato il nuovo organo.
La consacrazione della nuova chiesa al patrono fu officiata il 22 ottobre 1775 dal vescovo di Venafro, monsignor Francesco Saverio Stabile, concittadino e già canonico nella stessa collegiata. A perenne ricordo dell'avvenimento fu apposta una lapide commemorativa sul pilastro della navata situato dopo la porta minore sinistra.
I priori ecclesiastici dell'ordine del Santissimo Sacramento vollero erigere a proprie spese un altro grande edificio, autonomo e maestoso. La cappella del Santissimo Sacramento, costruita fra il 1776 e il 1785, con ingresso monumentale dall'area presbiterale, fu dotata anche di alcuni vani laterali.

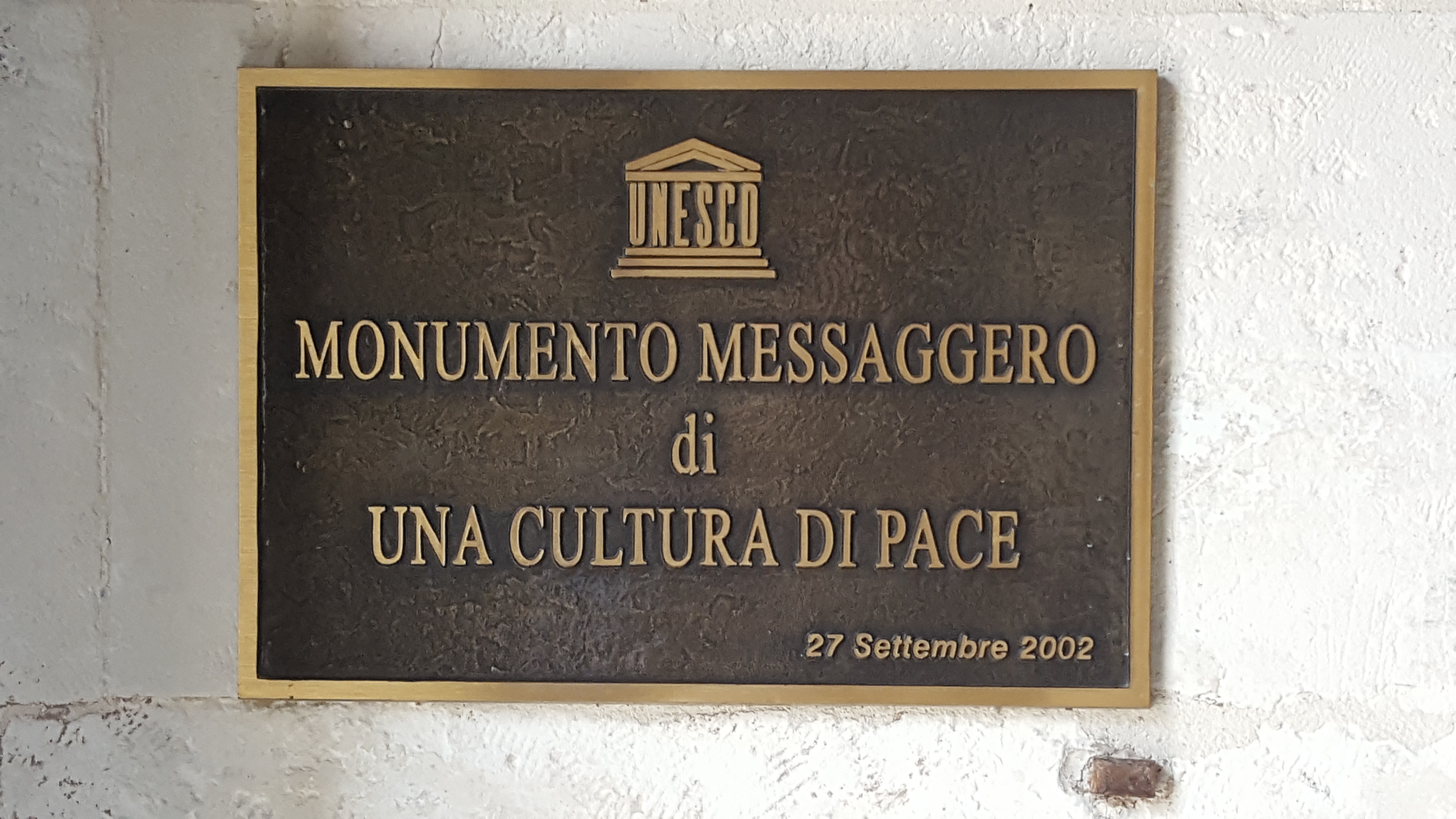
Lapide commemorativa

Nel 1781 il Capitolo stabilì di riassestare il vecchio cimitero adiacente alla collegiata, la cui area fu notevolmente ridotta con la costruzione della nuova chiesa. L'area cimiteriale fu nuovamente recintata e dotata di due scalinate, una delle quali nel luogo in cui, nel XVI secolo, era situato il confine tra i territori di Monopoli e Taranto. Anche dopo il divieto borbonico di seppellimento all'interno delle chiese urbane, il cimitero di San Martino rimase attivo per molti anni, finché una legge del 1872 impedì l'esistenza di cimiteri ecclesiastici urbani ed extraurbani. Nello stesso anno il territorio del cimitero fu espropriato dal Comune e ridotto a suolo pubblico.
Il 22 aprile 1998, dopo la precedente visita nella città di Martina Franca della domenica 29 ottobre 1989, il papa Giovanni Paolo II ha elevato la chiesa di San Martino a basilica minore Pontificia.

## Descrizione

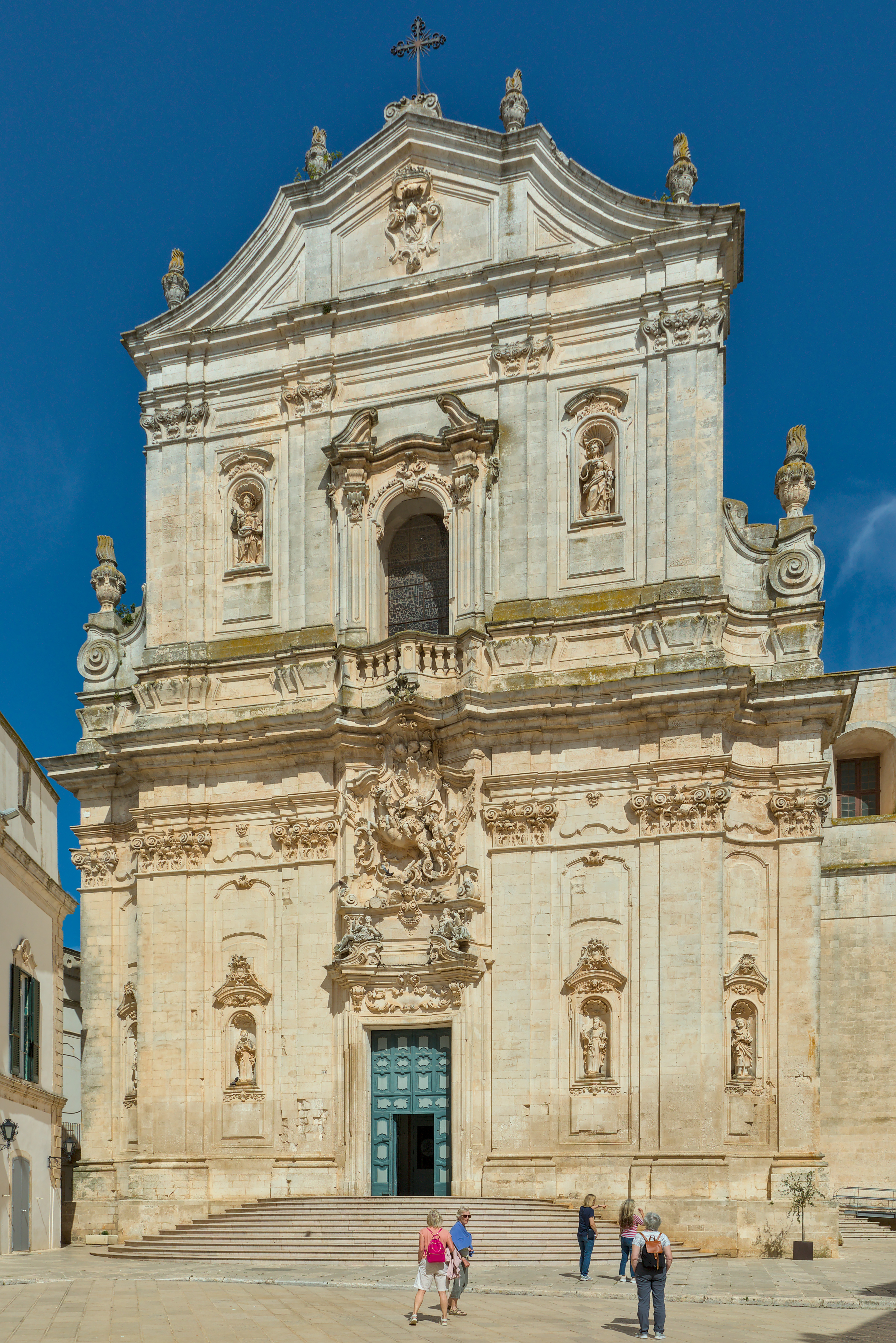
Facciata basilica di San Martino

L’odierna chiesa, a pianta a croce latina, misura esternamente 52,60 36 m e internamente 47,30 x 33,20 m. I corpi aggiunti hanno le seguenti dimensioni:
- la cappella del Santissimo Sacramento, senza i locali laterali, 24,80 x 11,80 m (interno 22,80 x 7,50 m);
- il campanile romanico 6,50 x 6,50 m (interno 3,80 x 3,80 m);
- la sagrestia, di forma irregolare, 12 x 9 m (interno 9,70 x 8,80 circa).

La superficie totale interna è di circa 1.117 m².
Il grande complesso sacro viene illuminato da una serie di venticinque finestre di vario formato: sedici rettangolari inserite nelle lunette delle volte al di sopra del largo cornicione, che percorre per intero i muri laterali, e distribuite razionalmente lungo la navata, il transetto e l’area presbiterale; cinque ovali nell’abside; quattro con vetrate istoriate, ossia quella della loggia della facciata, quella a conchiglia dell’arco maggiore e le due laterali all’altare del Santissimo Sacramento. A tale numero bisogna aggiungere i quattro finestrini della lanterna della cupola e le numerose finestre minori della cappella del Santissimo Sacramento.
Vi sono in tutto dodici altari: quattro nelle cappelle ad arco situate nella navata fra la porta maggiore e le porte minori, sei nelle ali, nonché l’altare maggiore e quello del cappellone.

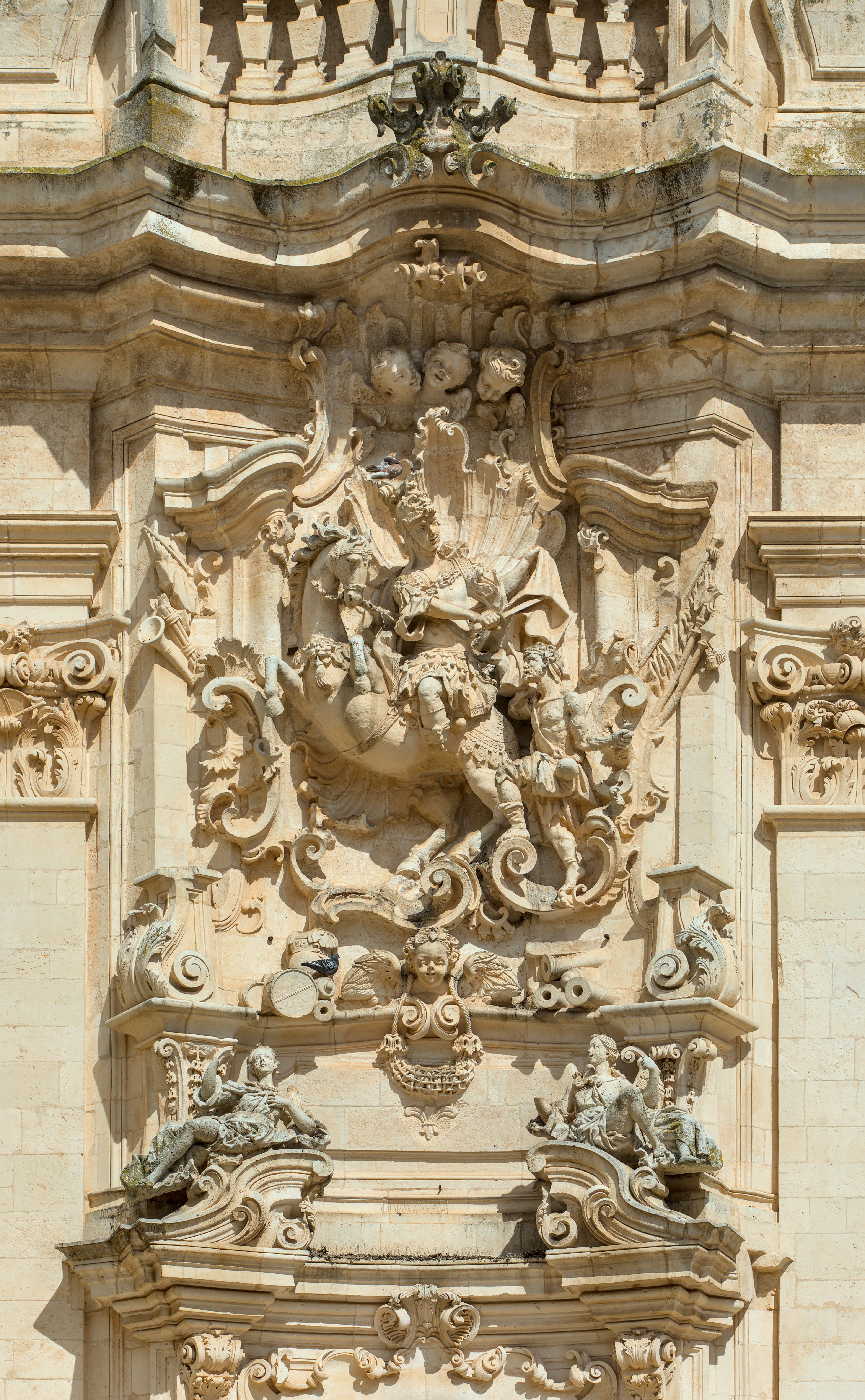
Particolare della facciata rococò ritraente S. Martino

Fino a quasi tutto il XIX secolo le pareti e le volte della chiesa venivano periodicamente imbiancate a calce; solo nel 1900, in occasione del ventiduesimo anno giubilare, esse furono tinte e decorate con stuccature lucide. Nello stesso anno, inoltre, vennero dipinte a tempera quattro lunette del transetto, ai lati delle opposte finestre centrali, e due lunette sovrastanti l’arco maggiore, con soggetti attinenti alla vita di san Martino, poi occultate negli anni Cinquanta.

### Esterni

#### Facciata
La facciata s'innalza per circa 37 metri, su una base lunga 24, occupata dalla scalinata semicircolare di undici gradini. La facciata è divisa in due ordini sovrapposti mediante un'ampia cornice. L'ordine inferiore è modulato da sei lesene che finiscono con fregi ionici romani come fossero capitelli e presenta in basso quattro nicchie con statue di marmo rappresentanti Giovanni Battista e san Pietro (a sinistra) e san Paolo e san Giuseppe (a destra). Al centro dell'ordine inferiore si trova il portale maggiore con architrave e timpano spezzato, su cui sono posizionati due angeli e l'altorilievo raffigurante l'episodio di san Martino e il povero.

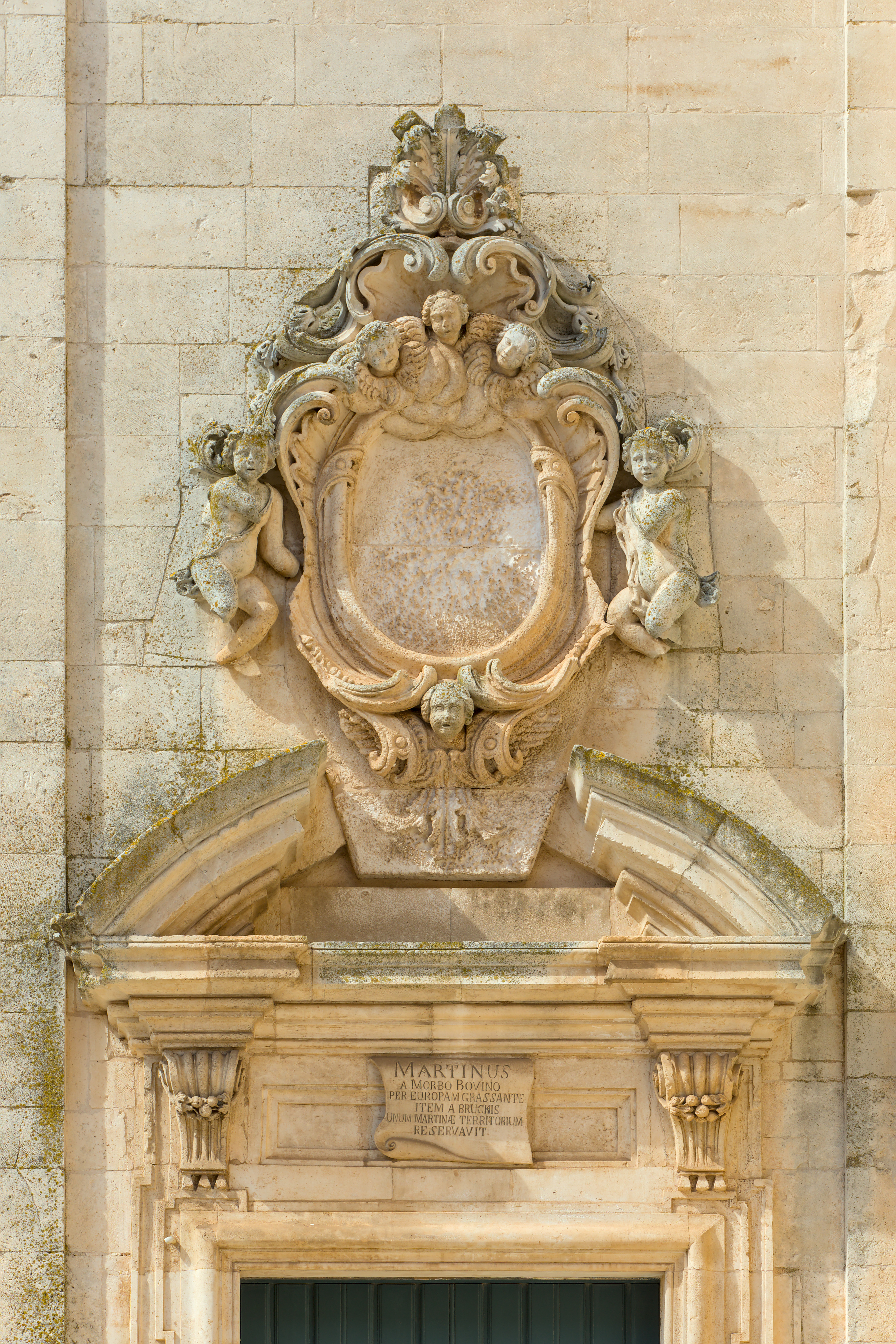
Porta Meridionale

L'ordine superiore, che si restringe fino a 18 metri, è diviso in quattro lesene e pone in risalto la loggia centrale ad arco, con balaustra e frontespizio spezzato, ai cui lati si trovano due nicchie con, al loro interno, le statue di santa Comasia e santa Martina. La facciata si chiude con un timpano ad andamento mistilineo nel quale sono collocati quattro fiaccoloni ornamentali e la base della croce ferrea. Nel centro del frontone spicca lo stemma rappresentate il santo di Tours.

#### Porte minori
Il fianco meridionale della basilica offre come elementi ornamentali di interesse solo dei doccioni antropomorfi, posizionati nelle estremità della superficie muraria, e il portale secondario posto nell'angolo destro del transetto. La porta meridionale è decorata da un frontespizio spezzato da un elegante cornice ovale con cartigli e putti. Fra l'architrave e il timpano compare un'iscrizione latina, che evoca il patrocinio di san Martino per i benefici concessi tra il 1712 e il 1737.
Il portale secondario presso il transetto sinistro, disposto in maniera simmetrica rispetto a quello meridionale, riprende motivi analoghi: vi è un'iscrizione latina che invoca l'azione continua di S. Martino.

#### Campanile
Il campanile dell'antica chiesa è stato inglobato nel transetto destro. Di ciò che rimane, si possono distinguere due ordini. Quello inferiore presenta delle monofore murate e quello superiore la cella campanaria.

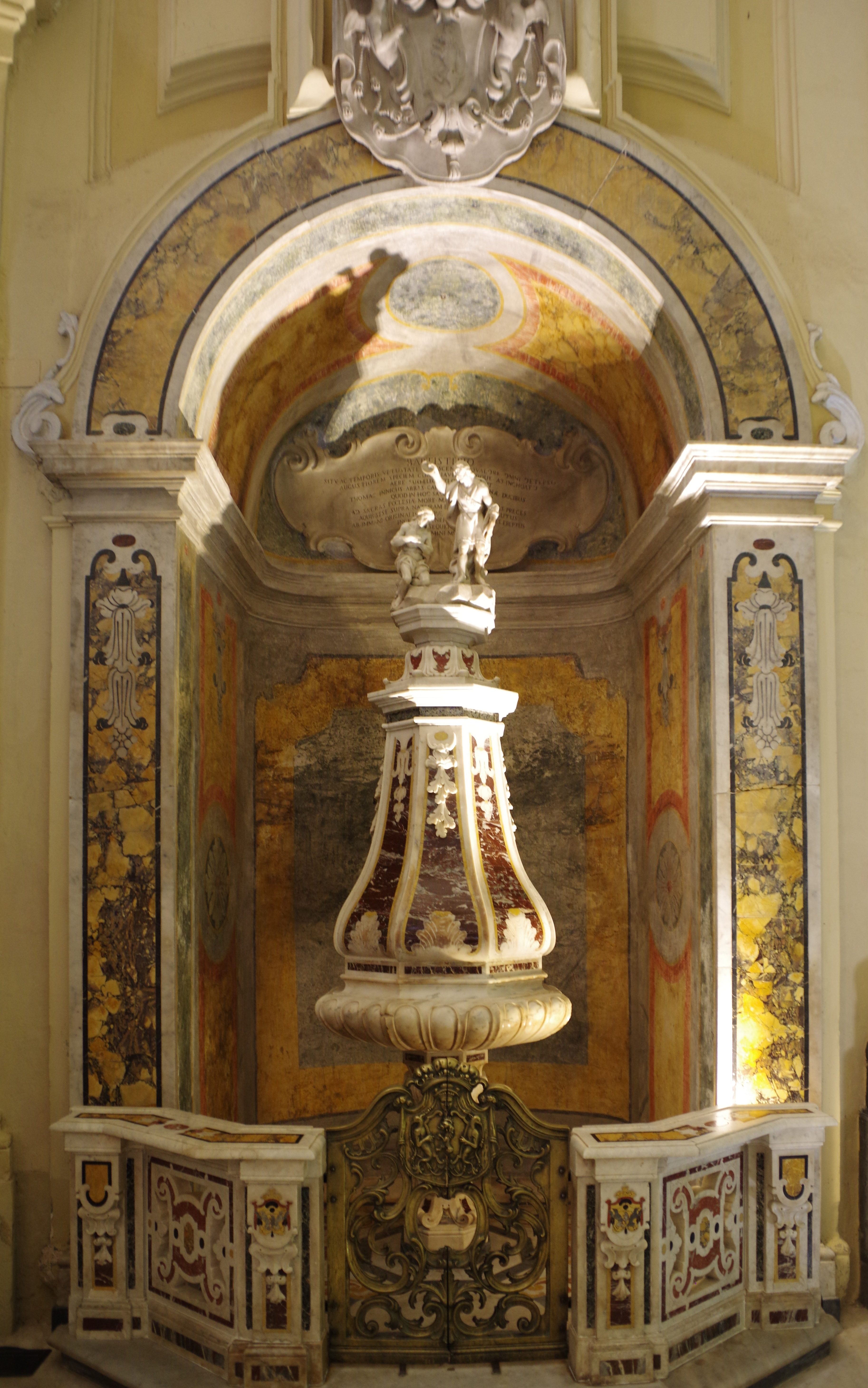
Battistero

### Interni

#### Controfacciata e battistero
Ai lati della porta maggiore si aprono nelle murature due vani che formano due piccole cappelle. In quello sinistro era contenuto, per tutto il XIX secolo, un sedile ligneo, poi sostituito da una lapide contenente il testo in latino dell'elevazione a Basilica minore. Nel vano destro è collocato il battistero, realizzato nel 1773 da Crescenzo Trinchese. La nicchia del battistero presenta vari elementi in marmo bianco e con rilievi finemente lavorati. Al centro si eleva il fonte battesimale, con una struttura ottagonale a forma di colonna ed elegantemente decorato con motivi floreali; esso si conclude con il gruppo scultoreo del battesimo di Cristo. Completano il complesso, la lapide con una lunga iscrizione dedicatoria nella calotta della nicchia e il piccolo cancello in bronzo della balaustra.
Nella parte superiore della controfacciata, sopra la porta principale, è presente una vetrata istoriata, opera di Marcello Avenali, collocata nel 1956, rappresentante la leggenda della Liberazione di Martina dai Cappelletti.
Sopra la bussola si trova una grande lapide commemorativa, riccamente decorata da una cornice in pietra, con antistante un cavallo senza briglie simbolo del comune di Martina Franca.

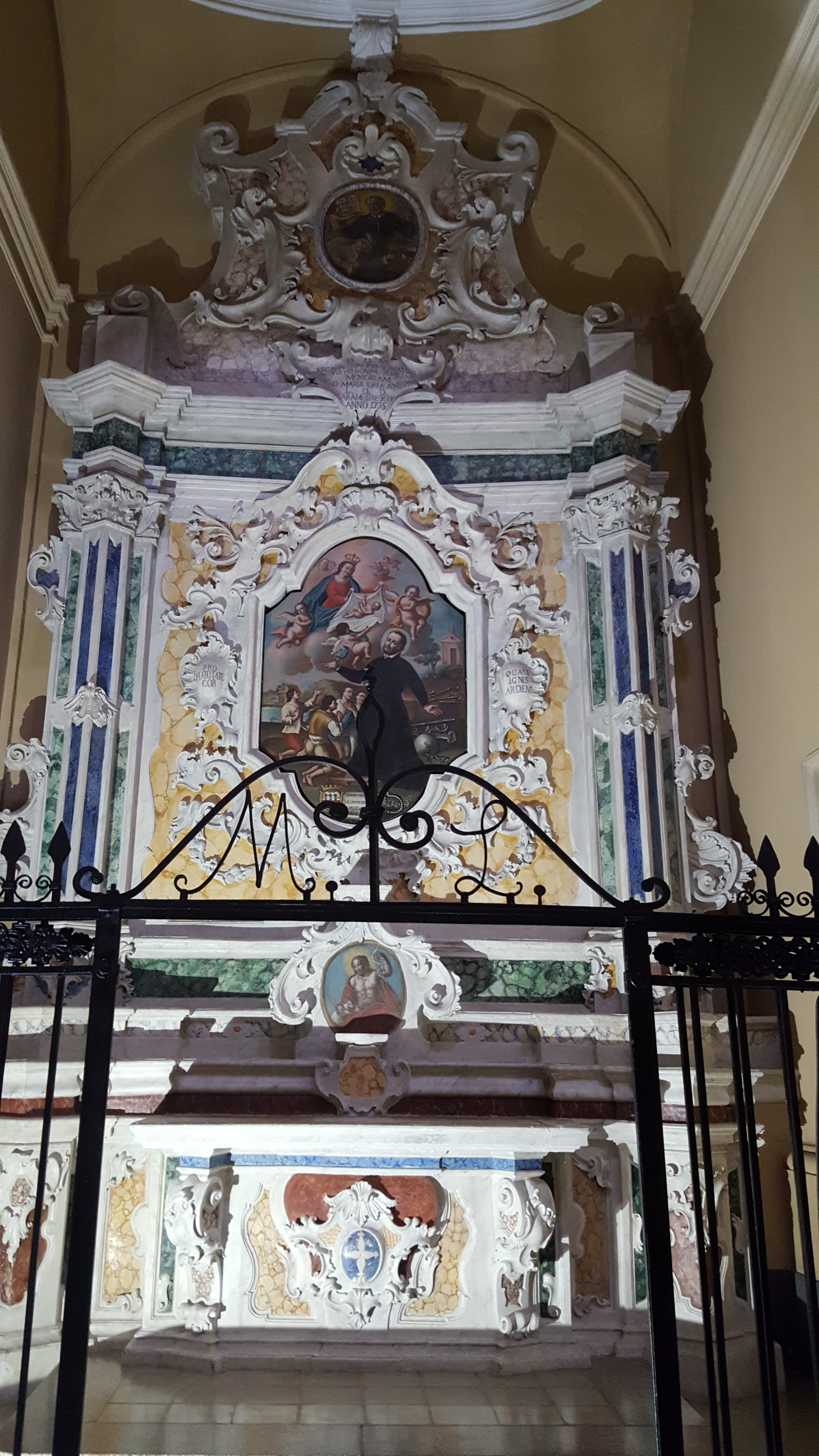
Cappella San Girolamo Emiliani

#### Cappella di San Girolamo Emiliani
La prima cappella sul lato sinistro della navata, dedicata a san Girolamo Emiliani, presenta una cancellata in ferro e un altare rococò in pietra del 1775. Punto focale della cappella è il dipinto Apparizione della vergine a san Girolamo Emiliani, opera di un anonimo. Sono raffigurati nella tela la Vergine, che mostra il Bambino al santo, un gruppo di prigionieri liberati a sinistra del santo e arnesi di tortura destra. Nella parte inferiore della tela è presente lo stemma della famiglia Emiliani, un cartiglio con una massima e una manetta. Questo simbolo rappresenta il periodo di detenzione di Girolamo, caduto prigioniero dei Francesi. Sul frastaglio appare un piccolo dipinto murale a tempera di Sant'Andrea Avellino. Il santo teatino è ritratto in posizione benedicente.

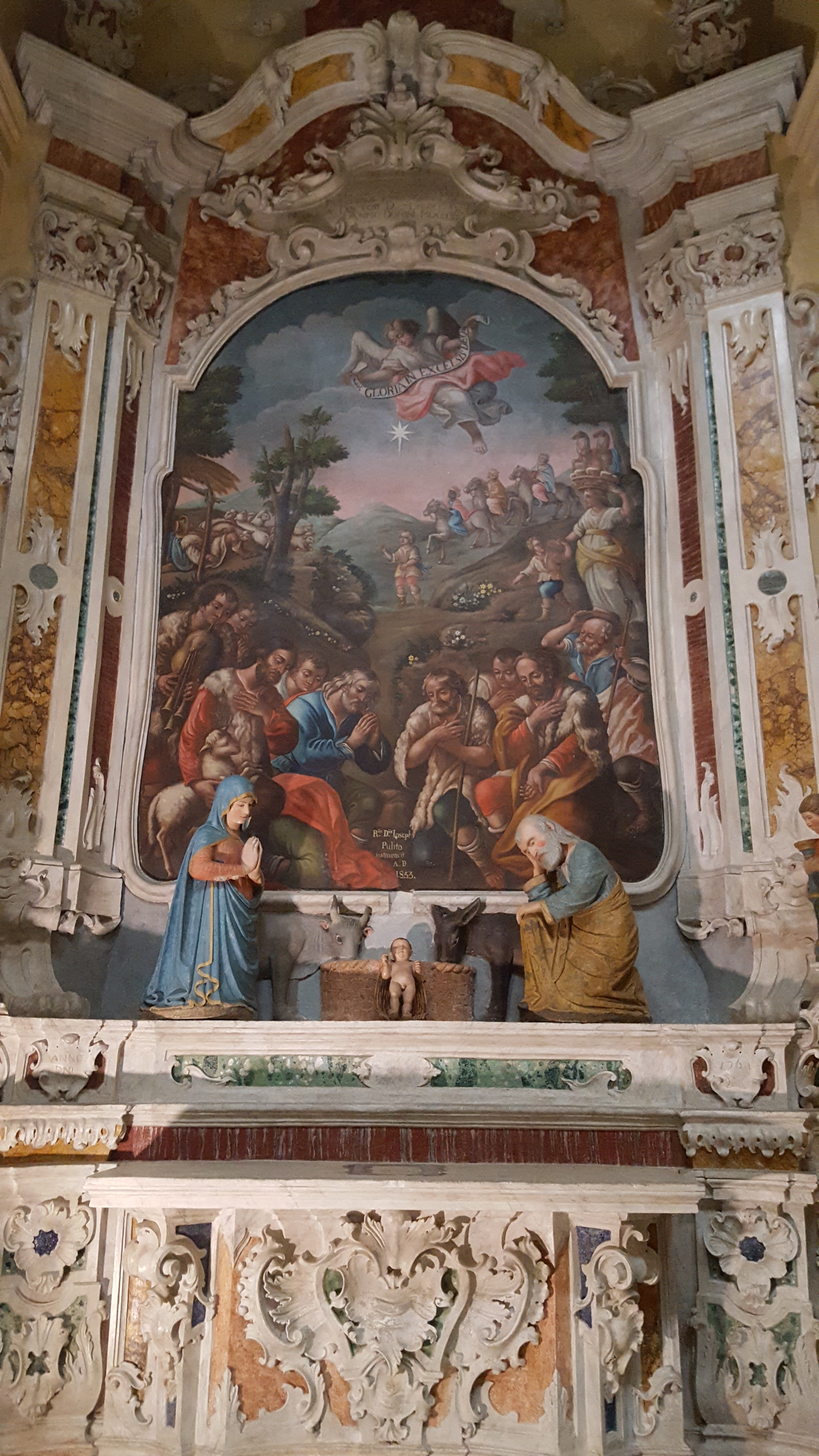
Capella della Natività di Gesù

Sul finto tabernacolo vi è un dipinto a tempera dell'Agnus Dei con Cristo in gloria che regge con la destra un bianco agnello e con la sinistra un vessillo.

#### Capella della Natività di Gesù
La seconda cappella sul lato sinistro della navata, dedicata alla Natività, presenta una balaustra marmorea e un altare rococò in pietra del 1764. Il fondatore dell'altare fece disporre le cinque statue della natività già presenti dell'antica chiesa romanica: a sinistra la Vergine, al centro il Bambinello Gesù, a destra San Giuseppe e nei corni due Angeli. Al centro della composizione vi è una mangiatoia con bue ed asinello aggiunti all'epoca della costruzione dell'altare, non presenti nell'antica chiesa. In funzione di questo presepe fu concepita la pala d'altare dell'Adorazione dei pastori, eseguita da Pietro Cataldo Mauro. Vi sono rappresentati, in basso, un gruppo di pastori inginocchiati in adorazione, rivolti in direzione del centro dell'altare dove è posta la statua del Bambinello, in alto a destra, i Magi in cammino guidati dalla cometa, e a sinistra un gruppo di pastori a riposo; nella sommità un angelo annuncia la nascita del Salvatore.

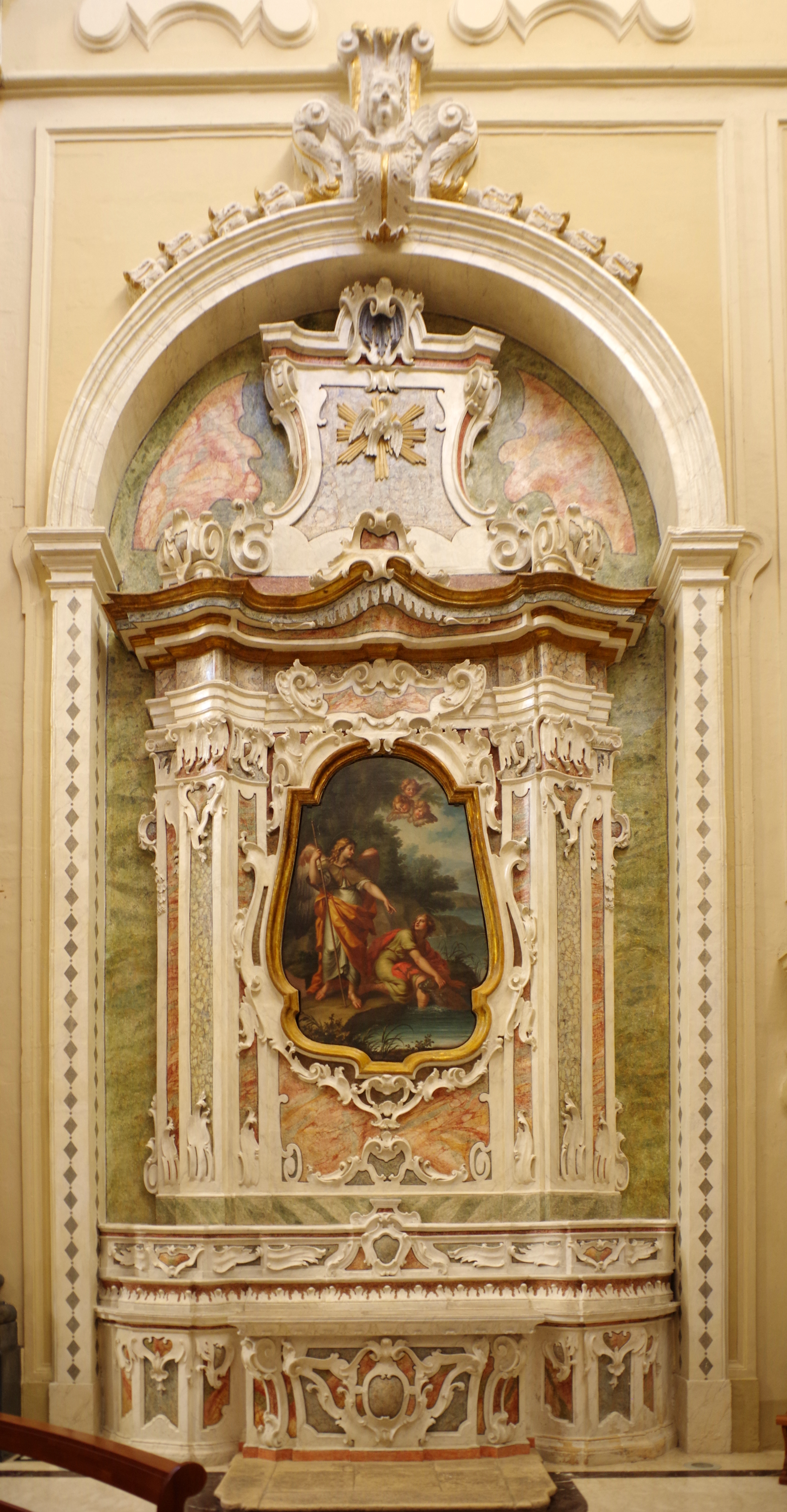
Altare di San Raffaele arcangelo

#### Transetto sinistro

##### Altare di San Raffaele arcangelo
L'altare di San Raffaele, è il primo in senso orario del transetto sinistro, in stile rococò, eretto fra il 1764 e il 1775. È sovrastato dal dipinto raffigurante l'Arcangelo Raffaele e Tobiolo. La tela raffigura l'Arcangelo Raffaele che ordina al giovane Tobiolo di tirare a sé un pesce smisurato che voleva divorarlo, mentre si lavava i piedi sulla riva del fiume Tigri; sullo sfondo una fitta selva e in alto tre teste di angioletti. L'episodio biblico esprime allegoricamente la custodia degli angeli nelle vicende umane e la provvidenza divina verso i buoni.

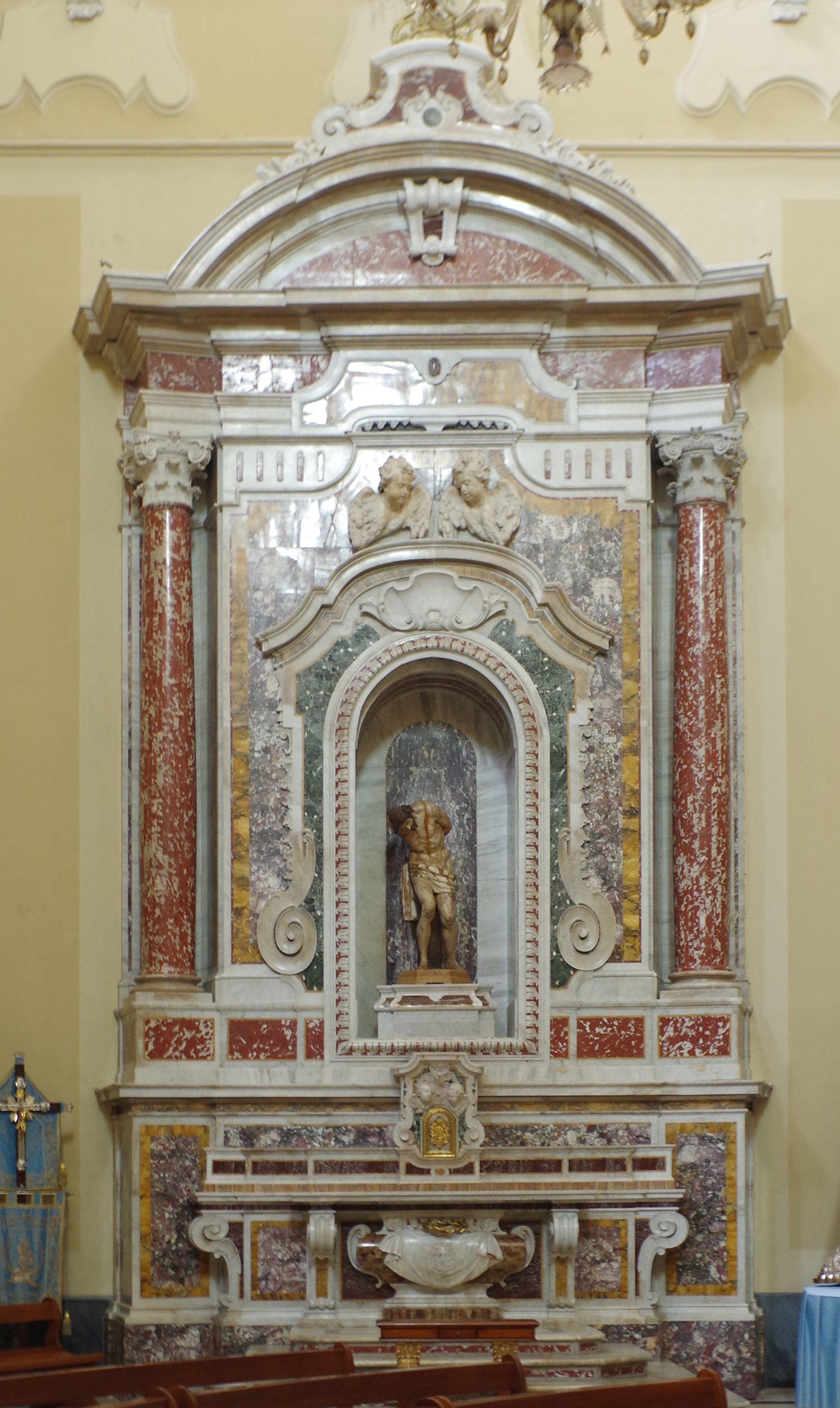
Altare di Cristo alla colonna o della Flagellazione

##### Altare di Cristo alla colonna o della Flagellazione
L'altare di Cristo alla colonna (o della Flagellazione), è il secondo in senso orario del transetto sinistro. Altare classicheggiante in marmi policromi, eretto nel 1775, è il complesso più importante dopo l'altare maggiore. Le decorazioni più importanti sono quelle del paliotto con il Volto Santo impresso su un panno, del tabernacolo decorato finemente con due piccole teste di angeli e un'aquila e da due nicchie con, alla loro sommità, due teste di angelo. In una delle due nicchie c'è il Cristo alla colonna di Giacomo Genovini. La statua si trovava già nell'antica chiesa, dove si trovava sul primo altare. L'altare fu dichiarato privilegiato nel 1888. I restauri del 1994-1999 hanno portato alla luce due dipinti posti sulle lunette laterali delle finestre adiacenti all'altare. Prima del Concilio Vaticano II la memoria liturgica era fissata al secondo martedì di Settuagesima.

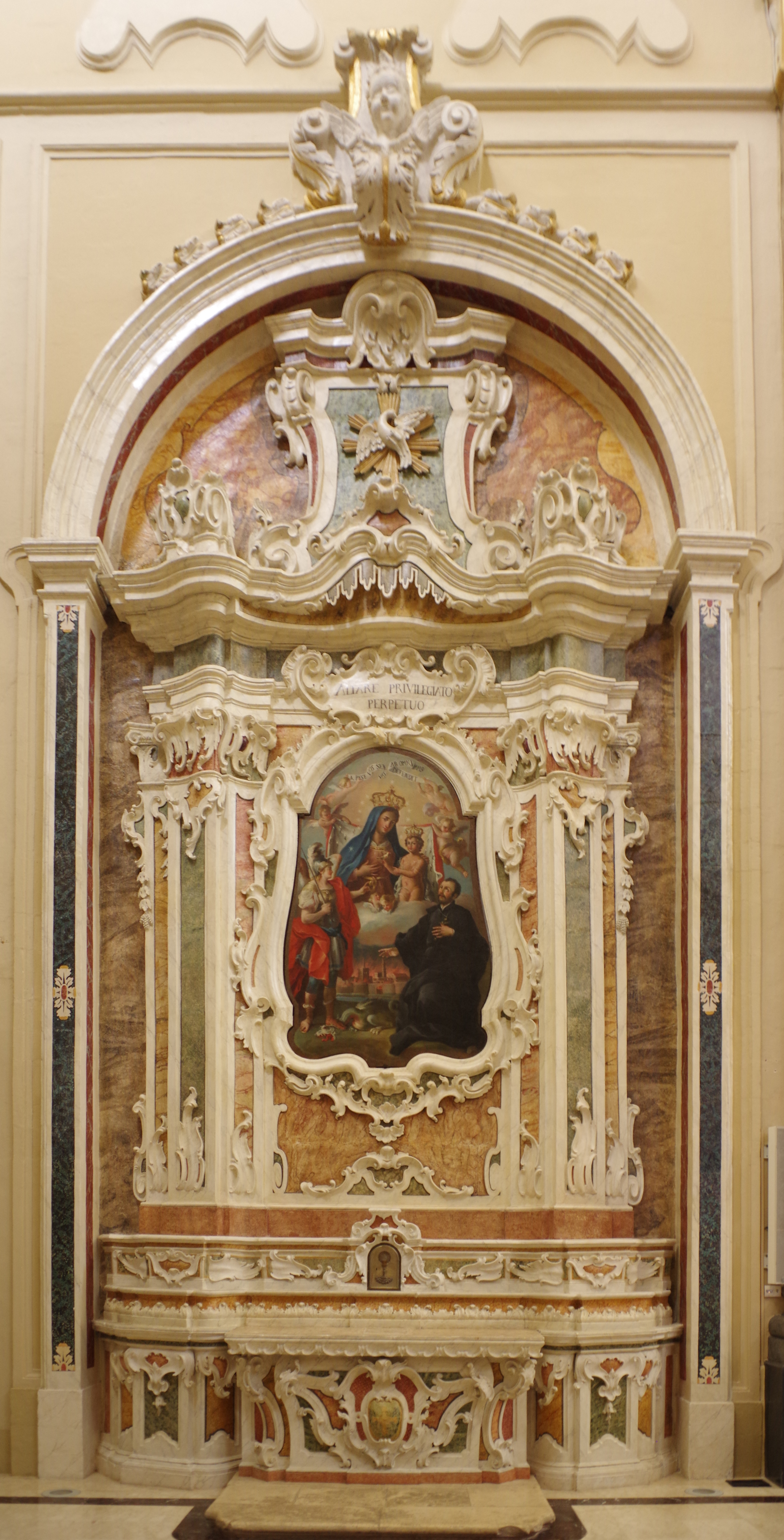
Altare di Santa Maria di Costantinopoli

##### Altare di Santa Maria di Costantinopoli
L'altare di Santa Maria di Costantinopoli, è il terzo in senso orario del transetto sinistro, in stile rococò, eretto dal Capitolo fra il 1764 e il 1775. La pala d'altare, intitolata Madonna di Costantinopoli fra San Michele Arcangelo e San Gaetano da Thiène, raffigura la Madonna e il Bambino coronati, avvolti in un manto di ermellino tenuto da angeli che emergono da nubi; la Vergine indossa il tradizionale Maphorion azzurro con la stella mentre il Bambino regge un uccellino nella mano destra. Nella parte inferiore della pala, in proporzioni alterate rispetto alle figure centrali, sono raffigurati, a sinistra, l'Arcangelo Michele intento a schiacciare un drago con il piede e, a destra, Gaetano Thiene in posizione d'adorazione. La pala è completata dalla vista di una città in fiamme e dalla scritta che invoca la liberazione dalla peste nella città.

#### Area presbiterale

##### Nicchia della Madonna Pastorella
La nicchia precede l’ingresso della cappella del Santissimo Sacramento. Al suo interno accoglie la Madonna Pastorella, scultura in legno del XVII secolo.
La Vergine, nelle vesti di una pastorella, vigila seduta un gruppo di agnelli al pascolo minacciati dalla presenza di un lupo, che viene respinto dalla punta aguzza della sua lancia. In alto alcuni angeli incoronano la divina pastora, che indossa un pregiato manto celeste con ricami in oro e pietre dure.
La composizione è tipica di un culto mariano molto diffuso dalla seconda metà del Settecento in Spagna e ovviamente anche nel Regno di Napoli. La data liturgica è il 16 aprile.

##### Tela della Pentecoste
Nel soprapporta dell'ingresso della Cappella del Santissimo Sacramento è situata la Pentecoste, dipinto di Michelangelo Capotorto del 1769. La vergine, seduta al centro in posizione elevata, è circondata dai dodici apostoli; in alto, avvolta da una intesa luce, compare una colomba che diffonde lo Spirito Santo sotto forma di lingue di fuoco, insieme a degli angeli.

##### Cappella del Santissimo Sacramento

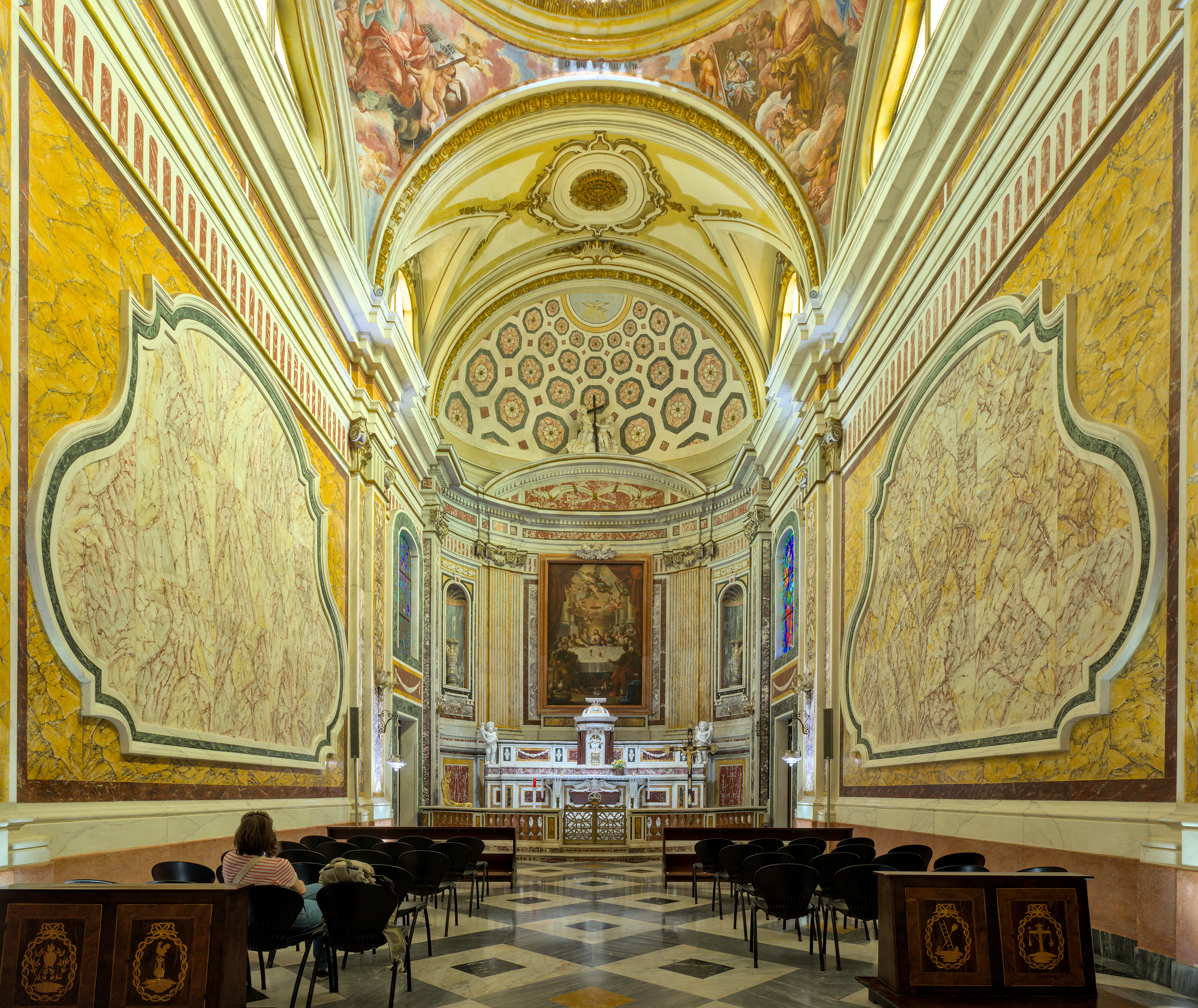
Cappella del Santissimo Sacramento

Con accesso dall’area presbiterale, attraverso un ampio portale strutturato architettonicamente sul modello della porta minore dello stesso lato della navata si apre la più grande cappella della basilica di San Martino dedicata al Santissimo Sacramento. Segue un piccolo vano ad arco nello spessore delle murature che immette nella cappella. Sui suoi lati chiusi vi sono due lapidi commemorative: quella di sinistra ricorda la costruzione del primo altare e del secondo (1786 e 1802); quella di destra riprende il testo apposto sulla controfacciata della chiesa. D'interesse artistico è l’elemosiniera lignea con cassetta metallica e con la Deposizione di Cristo posta a sinistra dell’entrata.
Nei pennacchi della cupola Domenico Antonio Carella dipinse a tempera nel 1785 gli Evangelisti, restaurati poi nel 1844, come attestano le iscrizioni riportate nel tamburo. Essi, seduti su nuvole fra angeli, sono raffigurati in diverse posizioni: San Matteo indica con la mano destra il volume da lui scritto; San Giovanni scrive il suo vangelo, con in basso l’aquila; San Luca dipinge l’immagine della Vergine; San Marco regge il suo libro, con il leone accanto. Anche gli ornamenti pittorici della cupola sono dello stesso autore.
Il complesso architettonico dell’altare del Santissimo Sacramento venne realizzato da Raimondo Belli nel corso di più anni. Rivela in tutte le sue parti coesione del modello, finezza e accuratezza, caratteri che rimandano allo stile classico. Gli elementi decorativi più significativi, tutti in marmi bianchi o policromi, sono dati dal gruppo scultoreo dei putti che reggono la croce, dalla balaustrata con cancello in bronzo, dai due angeli posti sui corni dell'altare e dal tabernacolo a forma di tempietto.
Nel riquadro marmoreo sovrastante l’altare, è collocata la grande pala dell'Ultima cena. Dietro una grande tavola ovale il Cristo è in atto di benedire il pane, attorniato dagli apostoli; in primo piano a sinistra, Giuda gli volge le spalle; in basso si trovano degli orci e un cane che lecca i piatti. Dietro ai commensali si muovono dei servitori fra le basi dei colonnati, mentre stormi di angeli in volo reggono i tendaggi e una grossa lampada accesa. Ai lati dell’altare sono presenti delle vetrate istoriate poste sulle porte della piccola sagrestia e dell’odierno archivio capitolare.

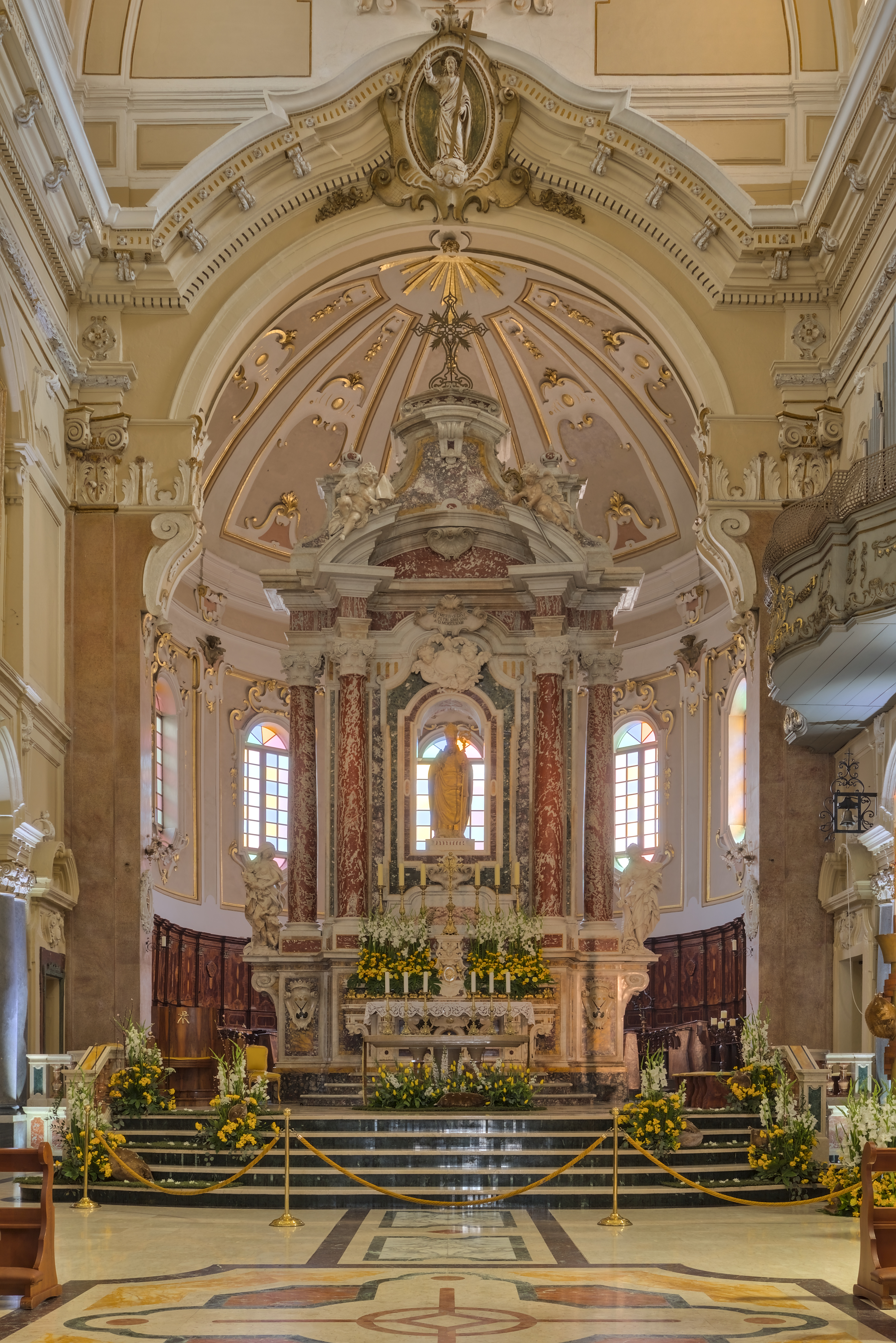
Vista dell'altare maggiore principale di S. Martino

#### Altare maggiore principale
Sotto l’arco maggiore del presbiterio si eleva il monumentale altare principale in marmi policromi, eretto nel 1773. Il disegno armonico del complesso rivela soluzioni formali classiche risolte nel linguaggio artistico del tardo rococò. Sul basamento dell’altare s’innalzano quattro colonne con capitelli riccamente ornati.
Altri elementi decorativi preziosi sono dati dagli angeli scolpiti adagiati sul lati del frontone, dalla sontuosa cornice della nicchia con sovrastante altorilievo e iscrizione, dalle due grandi statue in marmo bianco poste sui corni: quella collocata a sinistra presenta una donna con un bimbo al seno e un altro attaccato alle sue vesti, la Carità; quella a destra, una giovane poggiata all’estremità di un vaso a forma di corno pieno di frutti, l'Abbondanza. In una prospettiva allegorica si potrebbero riferire a san Martino, soccorritore del prossimo.

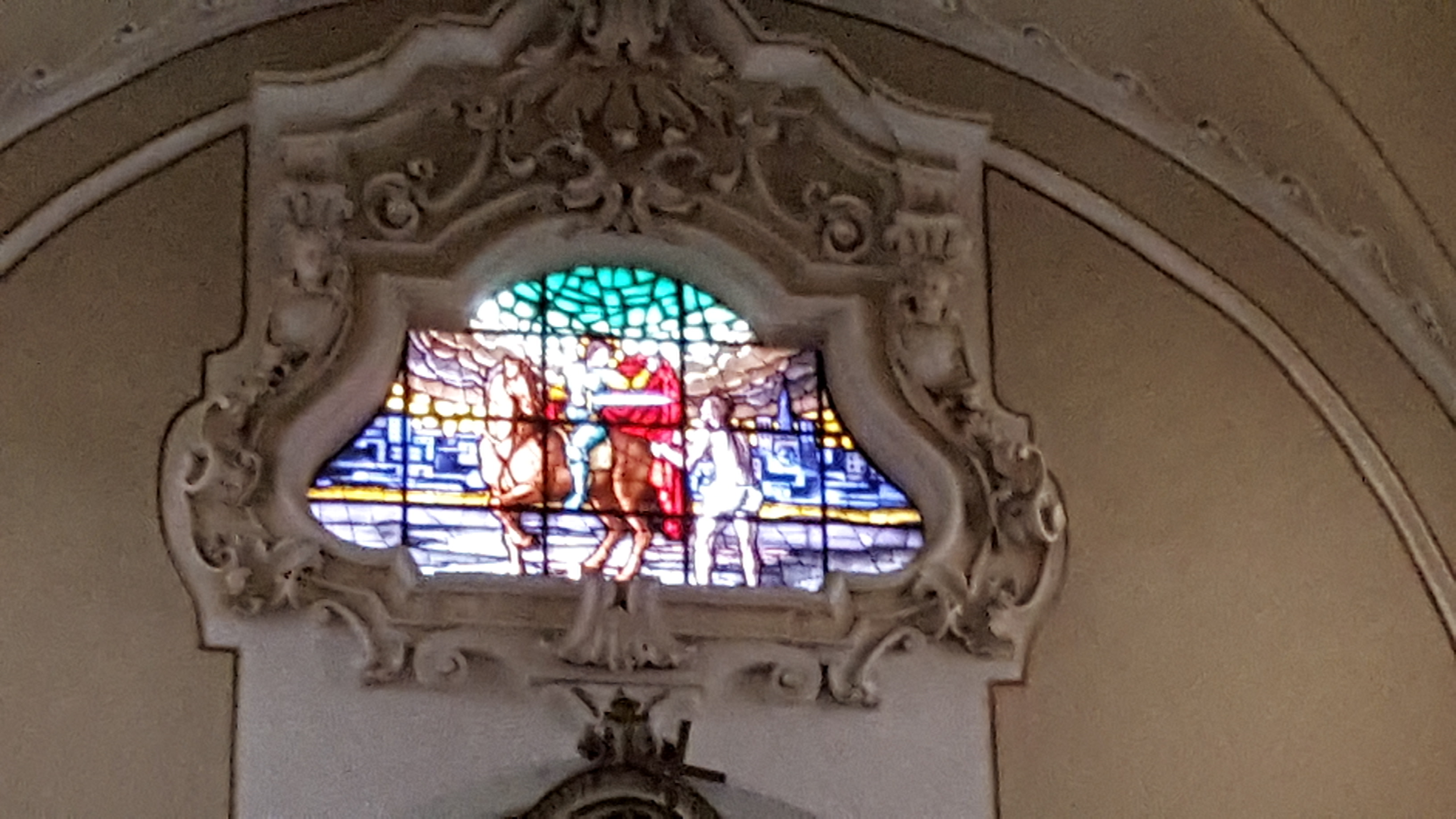
Particolare della Vetrata

La statua lapidea policromata di San Martino, di 195 cm, collocata nella nicchia dell’altare, è la stessa venerata nell’antica chiesa, scolpita da Stefano da Putignano del 1518 (nel 2018 sis sono festeggiati i quinto centenario/500 anni) Il santo, con mitra e pastorale, è scolpito in abito pontificale, in atteggiamento benedicente. All’epoca della riedificazione dell’altare maggiore, il Capitolo voleva commissionare una nuova statua in marmo ma rinunciò sapendo di andare contro il popolo, devotissimo all’antico simulacro martiniano.
Al vertice dell’arco trionfale vi è il Cristo benedicente, altorilievo sulla cornice mistilinea; in alto, la luminosa finestra a conchiglia ha la vetrata istoriata con San Martino e il povero, opera eseguita nel 1956 dalla Scuola Superiore d’Arte Sacra Beato Angelico di Milano.

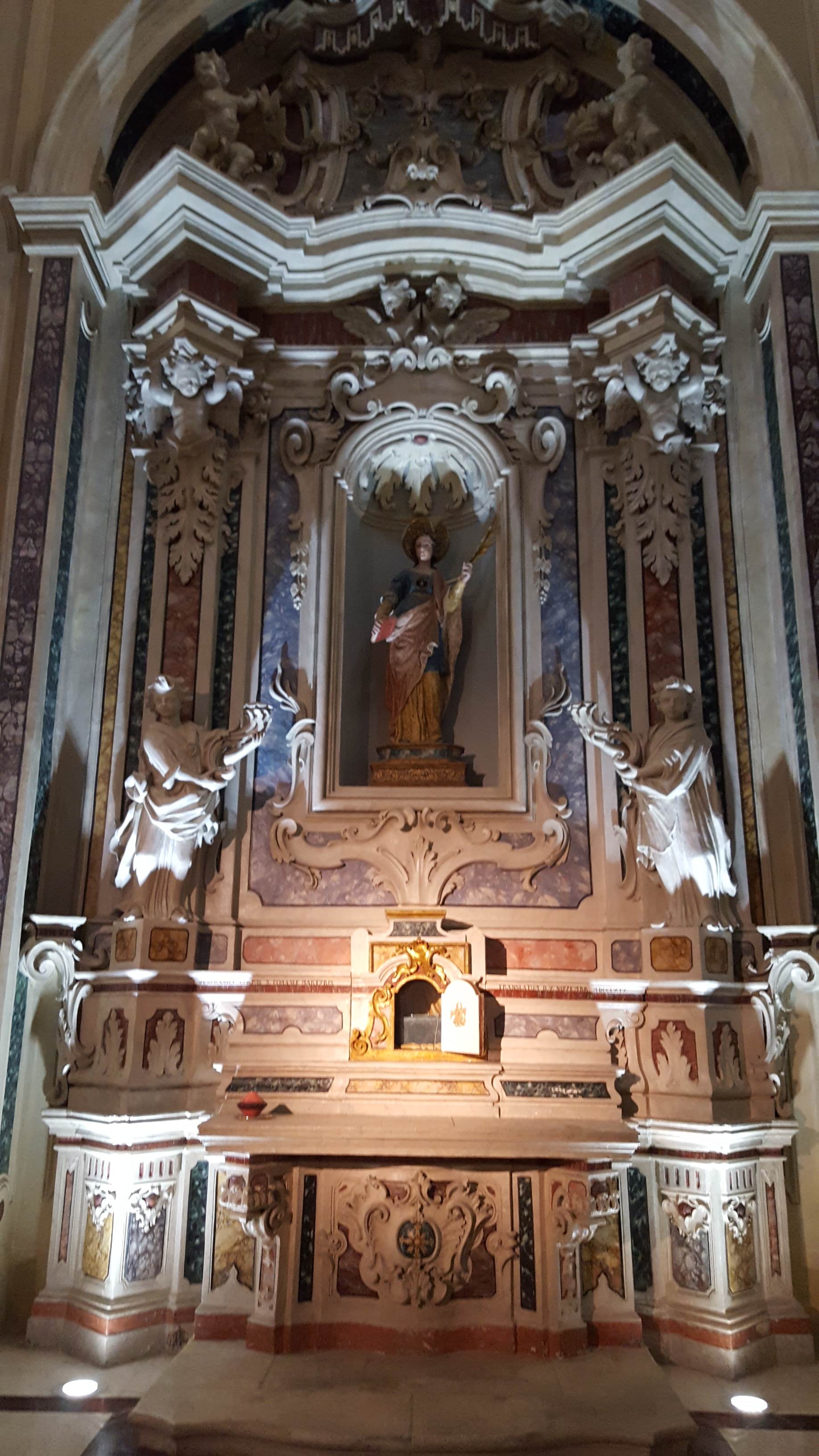
Altare di santa Comasia vergine e martire

#### Transetto destro

##### Altare di Santa Comasia vergine e martire
L'altare di Santa Comasia vergine e martire è il primo in senso orario del braccio destro della navata trasversale, in stile rococò, eretto nel 1764. La scultura lignea è opera di artisti leccesi del XVII secolo, presente già nell'antica chiesa. L'altare è riccamente decorato, presenta al suo centro la statua di Santa Comasia che reca nella mano sinistra una palma, simbolo del martirio, e nella destra un libro. Alla base dell'altare ci sono due statue di angeli rivolte verso la nicchia contenente la statua di Santa Comasia. La statua è la medesima venerata nell'antica collegiata.

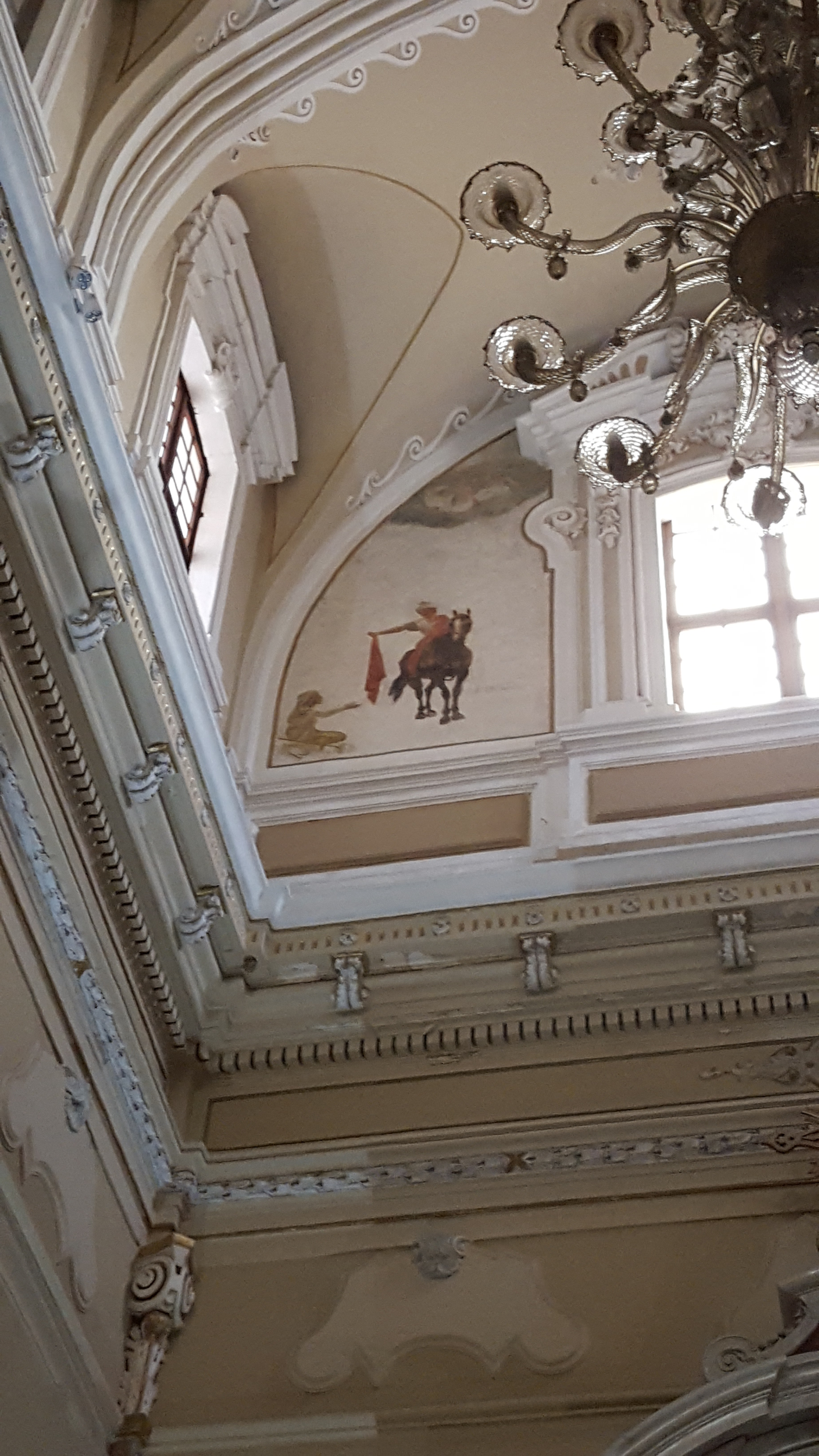
Martino e il povero

All'interno della basilica sono anche conservate le reliquie della santa che, insieme a san Martino, è la patrona della città.

##### Altare di Maria Ausiliatrice
L'altare dedicato a Maria Ausiliatrice (24 maggio) è il secondo in senso orario del transetto destro, in stile neoclassico con marmi policromi, eretto nel 1879. La macchina d'altare, di grandi dimensioni, è composta da un alto basamento e da relative lesene, architrave e frontone arcato, nonché da un’antistante edicola a forma di tempietto con due colonne, trabeazione e fastigio triangolare. L’immagine di Maria Auxilium Christianorum è cinta da corona argentea con pietre preziose e regge sul braccio sinistro il Bambino, mentre con la mano destra impugna lo scettro. Questa statua fu benedetta a Roma da Papa Benedetto XV (1914-1922).

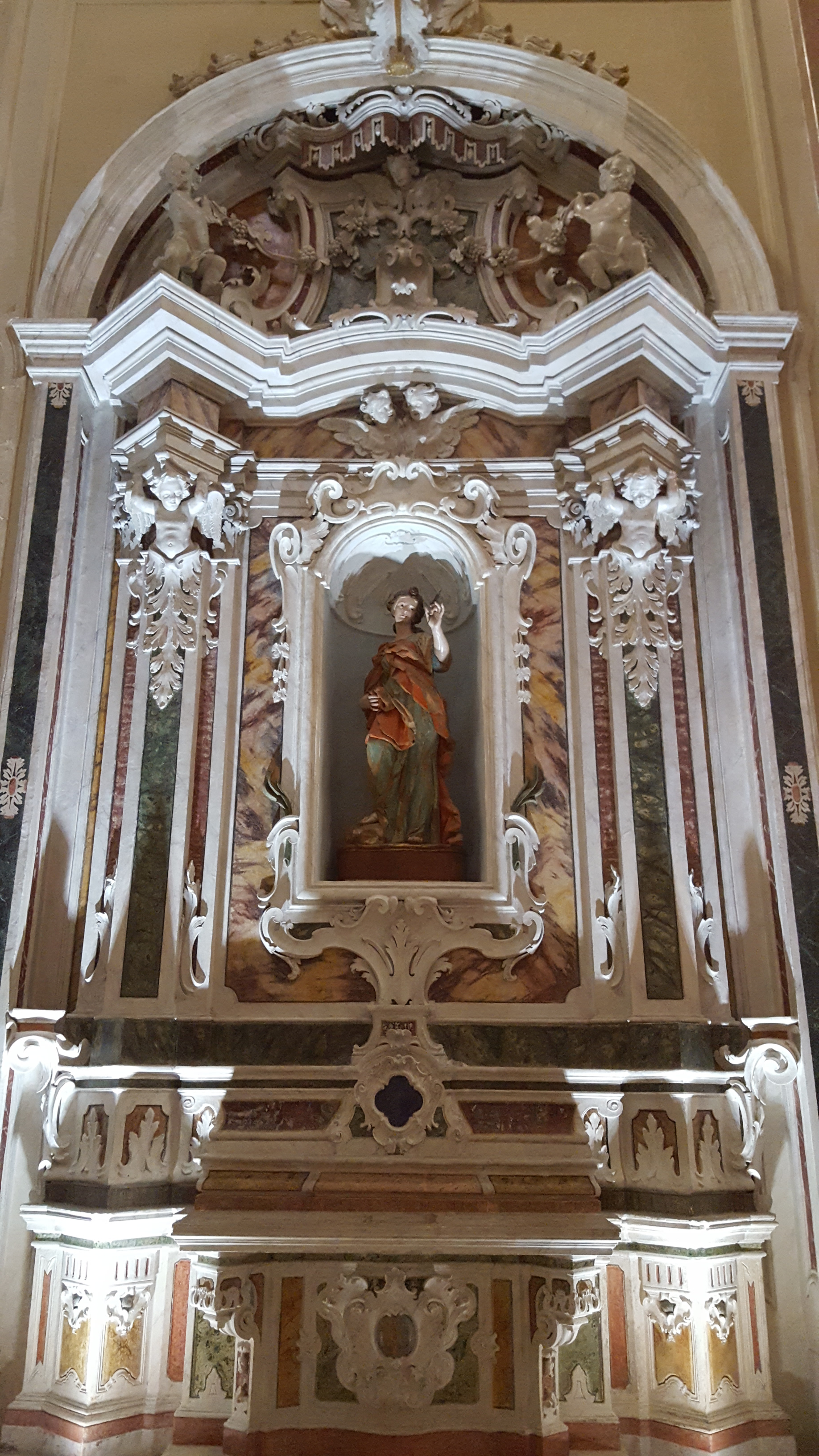
Altare di Santa Martina vergine e martire

Nel corso dei restauri del 1994-1999 nella lunetta sinistra presso la finestra di questo lato del transetto è stato portato alla luce un dipinto murale a tempera, simile per dimensioni, datazione ed esecuzione a quelli scoperti superiormente all’altare di Cristo alla colonna; esso rappresenta ancora una volta Martino e il povero.

##### Altare di Santa Martina vergine e martire
L'altare di Santa Martina vergine e martire (30 gennaio, compatrona di Martina Franca) è il terzo in senso orario del transetto destro, in stile rococò in pietra, eretto fra il 1770-1775. Nella nicchia centrale è presente la statua di Santa Martina. La santa è rappresentata in atteggiamento ieratico con la palma del martirio nella mano sinistra mentre con la destra regge un lembo di lungo mantello. La parte superiore del complesso riprende quello dell'altare di Santa Comasia.

#### Cappella dell'Addolorata

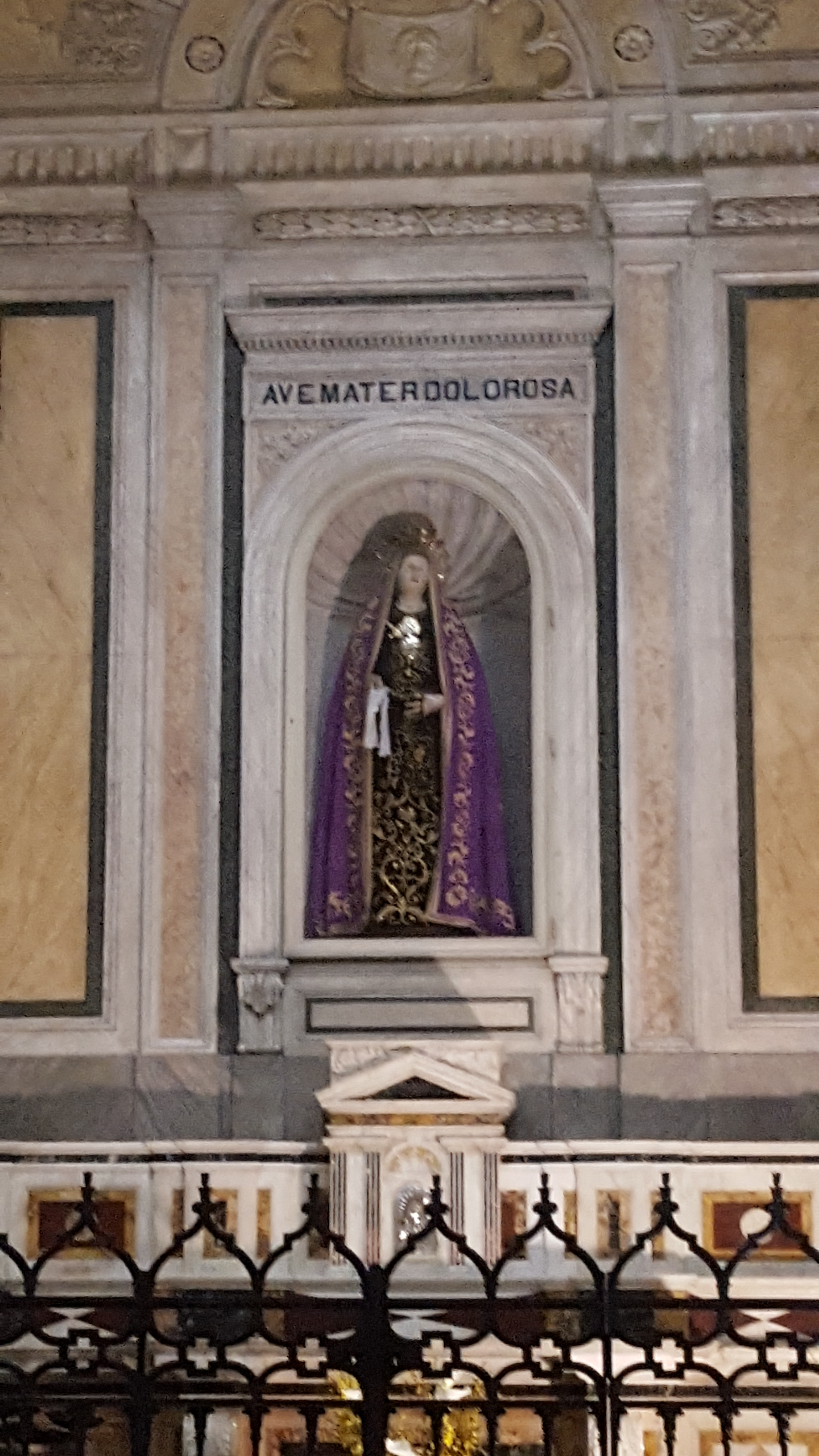
Cappella dell'Addolorata

La seconda cappella del lato destro della navata è dedicato all'Addolorata. Presenta un altare neoclassico in marmi policromi. La Vergine è raffigurata in atteggiamento di profonda afflizione, con un fazzoletto nella mano destra, mentre con la sinistra regge lo scapolare; indossa un vestito in seta nera a ricami d’oro e un manto viola. L’altare originario venne costruito nel 1784, uno degli ultimi della chiesa. Una lapide marmorea sul lato sinistro della cappella fa sapere che nel 1822 Pietro Antonio Casavola pose sull'altare, a sue spese, la statua della Beata Maria Vergine dei Sette Dolori (Mater Dolorosa).

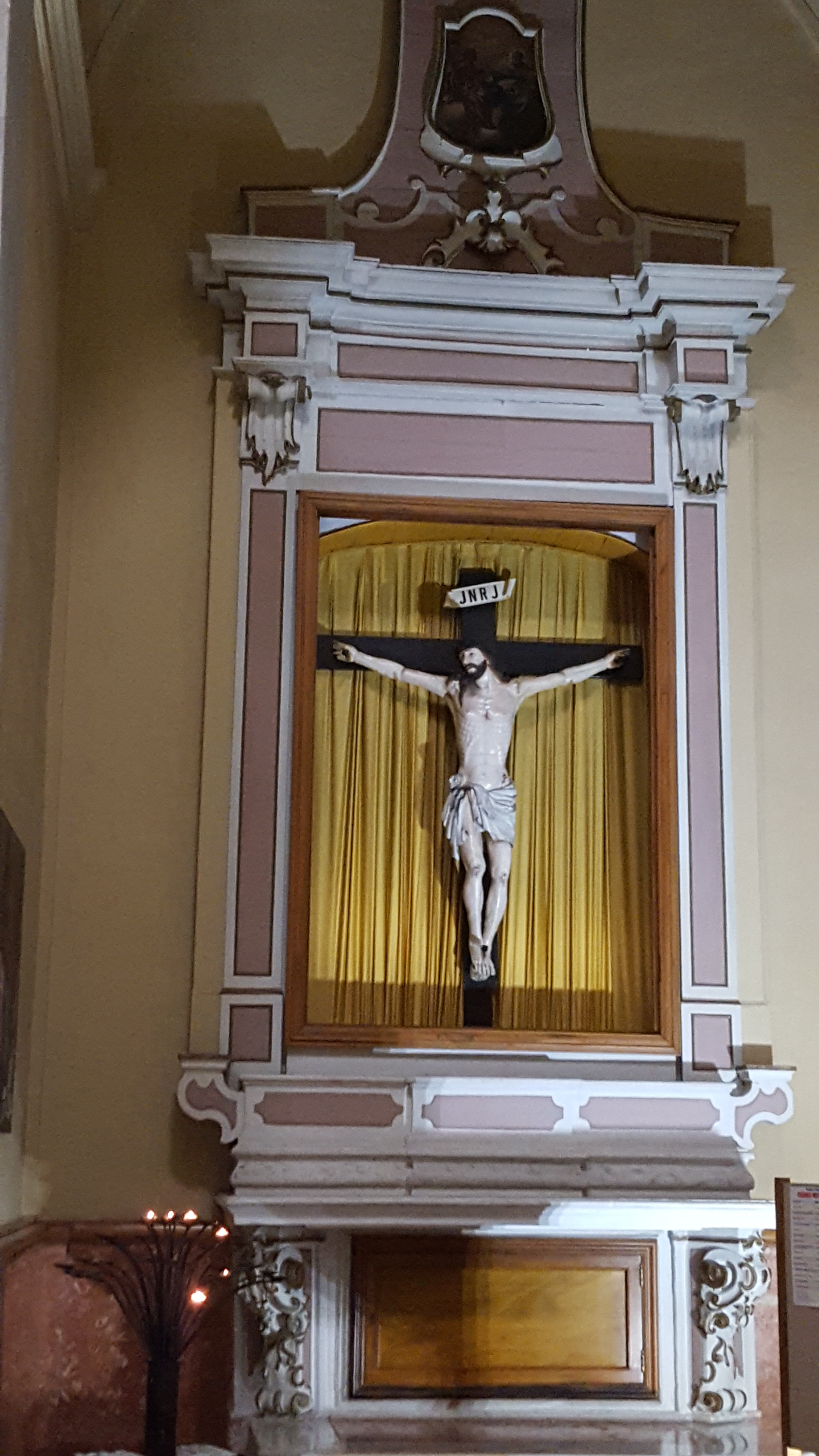
Cappella del Crocifisso

#### Cappella del Santissimo Crocifisso
La prima cappella del lato destro della navata, presso la porta maggiore è dedicata al Crocifisso. L'altare in pietra e in legno è stato eretto nel 1765 da Domenico Magli. La statua lignea del Crocifisso rappresenta l'immagine di Cristo in croce è collocata in una disadorna nicchia rettangolare, scavata nel muro.
Alquanto imperfetta appare la struttura architettonica della macchina d’altare: le lesene, la trabeazione e il fastigio, decorati un tempo da medaglioni in tela con immagini di santi, sono in legno dipinto, mentre l’altare è in pietra fino al grado. Lo stile sintetico del complesso è frutto di un frettoloso rifacimento tardo ottocentesco della parte superiore.

## Restauri
Metodici e ampi restauri per abbellire e rimodernare gli interni si effettuarono fra il 1953 e il 1967, durante l’arcipretura di monsignor Giovanni Caroli. Oltre agli impianti di amplificazione e d’illuminazione, nel 1956 vennero collocate quattro vetrate istoriate, d’intenso effetto cromatico, eseguite dallaScuola Superiore d'Arte Sacra Beato Angelico di Milano. I lavori più rilevanti, però, portati a compimento nel 1957, interessarono la pavimentazione di tutta la chiesa, compreso il presbiterio, con l'impiego di marmi policromi: una realizzazione di Giovanni Leonardi di Pietrasanta (Lucca), su disegno di Alfonso Mazzei. Il presbiterio, inoltre, fu ristrutturato in forma maggiormente razionale e funzionale, con una moderna scalinata e una bassa balaustrata.
Grandiosi restauri globali sono stati compiuti durante l’arcipretura di monsignor Franco Semeraro, in seguito all’intervento del Comune di Martina Franca che ha potuto accedere ai fondi europei destinati alle opere d’arte. Sotto la direzione della Soprintendenza ai Monumenti di Puglia i restauri si sono protratti per cinque anni (1994-1999) e hanno riguardato sia gli esterni sia gli interni: recupero statico degli elementi lapidei smossi della facciata, consolidamento e pulitura delle superfici in pietra dell'intero edificio e specialmente del prospetto e dei portali, ripristino degli intonaci, rinforzo del campanile. A conclusione dei lavori si tenne una solenne cerimonia d'inaugurazione il 13 novembre 1999 alla presenza dell'arcivescovo Francesco Marchisano, presidente del Pontificio Consiglio per i Beni Culturali della chiesa.